# 코파 항공의 운항 노선
2017년 10월 기준, 코파 항공은 다음과 같은 노선을 운항중이다.

## 운항 노선

### 북아메리카
- 미국
  - 워싱턴 DC - 워싱턴 덜레스 국제공항
  - 뉴욕 - 존 F. 케네디 국제공항
  - 뉴올리언스 - 뉴올리언스 루이 암스트롱 국제공항
  - 덴버 - 덴버 국제공항
  - 라스베가스 - 매캐런 국제공항
  - 로스앤젤레스 - 로스앤젤레스 국제공항
  - 마이애미 - 마이애미 국제공항
  - 보스턴 - 보스턴 로건 국제공항
  - 샌프란시스코 - 샌프란시스코 국제공항
  - 시카고 - 시카고 오헤어 국제공항
  - 올랜도 - 올랜도 국제공항
  - 탬파 - 탬파 국제공항
  - 포트로더레일 - 포트로더레일 할리우드 국제공항
- 캐나다
  - 몬트리올 - 몬트리올 피에르 엘리오트 트뤼도 국제공항
  - 토론토 - 토론토 피어슨 국제공항
- 멕시코
  - 멕시코시티 - 멕시코시티 국제공항
  - 과달라하라 - 미겔 이달고 이 코스티야 국제공항
  - 몬테레이 - 제너럴 마리아노 에스코베도 국제공항
  - 캉쿤 - 캉쿤 국제공항
  - 푸에르토바야르타 - 리센시아도 구스타보 디아스 오르다스 국제공항 - (2018년 12월 16일 신규취항)
- 니카라과
  - 마나과 - 아우구스토 C. 산디노 국제공항
- 엘살바도르
  - 산살바도르 - 엘살바도르 국제공항
- 온두라스
  - 테구시갈파 - 톤콘틴 국제공항
  - 산페드로술라 - 라몬 비예다 모랄레스 국제공항
- 파나마
  - 파나마 시티 - 토쿠멘 국제공항 허브
  - 다비드 - 엔리케 말렉 국제공항

### 남아메리카
- 가이아나
  - 조지타운 - 체디 제이건 국제공항
- 과테말라
  - 과테말라 시티 - 라 아우로라 국제공항
- 베네수엘라
  - 카라카스 - 시몬 볼리바르 국제공항
  - 마라카이보 - 라 치니타 국제공항
  - 발렌시아 - 아르투로 미첼레나 국제공항
- 벨리즈
  - 벨리즈시티 - 필립 S. W. 골드슨 국제공항
- 볼리비아
  - 산타크루스데라시에라 - 비루비루 국제공항
- 브라질
  - 브라질리아 - 브라질리아 국제공항
  - 리우데자네이루 - 리우데자네이루 갈레앙 국제공항
  - 마나우스 - 에두아르두 고메스 국제공항
  - 벨루오리존치 - 탕크레두 네베스 국제공항
  - 사우바도르 - 사우바도르 데푸타두 루이스 에두아르두 마갈량이스 국제공항 - (2018년 7월 24일 신규취항)
  - 상파울루 - 상파울루 구아룰류스 국제공항
  - 포르탈레자 - 포르탈레자 핀토 마르틴스 국제공항 - (2018년 7월 18일 신규취항)
  - 포르투알레그리 - 살가두 필류 국제공항
  - 헤시페 - 헤시페 구아라라피스 지우베르투 프레이르 국제공항
- 아르헨티나
  - 부에노스아이레스 - 미니스토로 피스타리니 국제공항
  - 로사리오 - 이슬라스 말비나스 국제공항
  - 멘도자 - 고베르노르 프란시스코 가브리엘리 국제공항
  - 코르도바 - 인헤니에로 아에로나르띠꼬 엠브로시오 L.V. 타라벨라 국제공항
- 에콰도르
  - 키토 - 마리스칼 수크레 국제공항
  - 과야킬 - 호세 호아킨데 올메도 국제공항
- 우루과이
  - 몬테비데오 - 카라스코 국제공항
- 칠레
  - 산티아고 - 코모도로 아르투로 메리노 베니테스 국제공항
- 코스타리카
  - 산호세 - 후안 산타마리아 국제공항 포커스 시티
  - 라이베리아 - 다니엘 오두베르 키로스 국제공항
- 콜롬비아
  - 보고타 - 엘도라도 국제공항 포커스 시티
  - 메델린 - 호세 마리아 코르도바 국제공항
  - 페레이라 - 마테카나 국제공항
- 퀴라소
  - 빌렘스타트 - 하토 국제공항
- 파라과이
  - 아순시온 - 실비오 페티로시 국제공항
- 페루
  - 리마 - 호르헤 차베스 국제공항
  - 치클라요 - 호세 아벨라르도 키뇨네스 곤잘레스 국제공항

### 카리브해
- 네덜란드령 세인트마틴
  - 필립스뷔르흐 - 프린세스 줄리아나 국제공항
- 도미니카 공화국
  - 산토도밍고 - 산토도밍고 국제공항
  - 산티아고데로스카바예로스 - 치바오 국제공항
  - 푼타카나 - 푼타카나 국제공항
- 바베이도스
  - 브리지타운 - 그랜틀리 아담스 국제공항 - (2018년 7월 17일 신규취항)
- 바하마
  - 나소 - 린든 핀들링 국제공항
- 아루바
  - 오라녜스타트 - 퀸 베아트릭스 국제공항
- 아이티
  - 포르토프랭스 - 투생 루베르튀르 국제공항
- 자메이카
  - 킹스턴 - 노먼 맨리 국제공항
  - 몬테고베이 - 생스터 국제공항
- 쿠바
  - 아바나 - 호세 마르티 국제공항
  - 산타클라라 - 아벨 산타마리아 국제공항
  - 올긴 - 프랑크 파이스 공항
- 트리니다드 토바고
  - 포트오브스페인 - 피라코 국제공항
- 푸에르토리코
  - 산후안 - 루이스 무뇨스 마린 국제공항

## 단항 노선

### 북아메리카
- 멕시코
  - 비야에르모사 - 카를로스 로비로사 페레스 국제공항
  - 푸에블라 - 푸에블라 국제공항

### 남아메리카
- 브라질
  - 캄피나스 - 비라코푸스 캄피나스 국제공항
- 페루
  - 이키토스 - 프란시스코 세카다 비그네타 국제공항